# Thomas Bayes
Thomas Bayes (valószínűleg 1701 – 1761. április 7.) angol matematikus, presbiteriánus lelkész. Nevéhez kötődik egy speciális matematikai formula, a Bayes-tétel, amelyet ő maga sosem publikált, csak halála utána jegyzeteiből szerkesztette és adta ki Richard Price.

## Élete
Thomas Bayes a londoni presbitériánus lelkész, Joshua Bayes fia volt, valószínűleg Hertfordshire-ben született. Egy előkelő szakadár sheffieldi családból származott. 1719-től az Edinburgh-i Egyetemen hallgatott logikát és teológiát. 1722-ben, amikor visszatért Edinburgh-ba, segédkezett apjának a szakadár kápolna körül Londonban, mielőtt 1734 körül elköltözött volna Kentbe. Itt a Mount Sion kápolna lelkésze volt, egészen 1751-ig.
Életében két művet publikált, egy teológiait és egy matematikait:
- 1. Divine Benevolence, or an Attempt to Prove That the Principal End of the Divine Providence and Government is the Happiness of His Creatures (1731), magyarul Isteni Jóindulat, avagy egy Kísérlet Annak Bizonyítására, hogy az Isteni Gondviselés és Kormányzás Célja a Teremtményei Boldogsága.
- 2. An Introduction to the Doctrine of Fluxions, and a Defence of the Mathematicians Against the Objections of the Author of the Analyst (kiadva 1736-ban névtelenül), magyarul Bevezetés Fluxions Doktrínáiba és a Matematikusok Védelme az Elemző Írójának Tényei Ellen, amelyben Isaac Newton számításainak logikus alapját védte meg George Berkeley, a The Analyst gondolataival szemben.

Feltételezik, hogy Bayest második művének köszönhetően választották meg a Royal Society tagjává 1742-ben, mivel életében nem publikált más matematikai témájú művet. Utolsó éveiben valószínűségszámítással foglalkozott. Stephen Stigler szerint akkor kezdte érdekelni a téma Bayest, amikor Thomas Simpson 1755-ben írt művét tanulmányozta, de George Alfrad Bernard szerint de Moivre művei alapján kezdett el érdeklődni. Valószínűségszámítással foglalkozó írásainak és ténymegállapításainak kéziratát halála után adta ki barátja, Richard Price.
1757-től kezdve betegeskedett, és 1761-ben Tunbridge-ben meghalt. A Bunhill Fridge temetőben, Londonban helyezték örök nyugalomra, ahol sok más szakadár is el van temetve.

## Bayes-tétel
Bayes megoldása az inverz valószínűségre az An Essay towards solving a Problem in the Doctrine of Chances című munkában jelent meg halála után 1763-ban. Richard Price terjesztette el a művet prezentációiban, valamint Philosophical Transactions of the Royal Society of London című művében az azt követő évben. Ez egy vita volt arról, hogy egyenletes priori eloszlást használjak a binomiális helyett, nem csupán általános posztulátum. Ez az esszé tartalmazza a Bayes-tételt.
A 18. század első évtizedeiben bizonyos konkrét feltételek között fennálló valószínűségi kérdésekre is válasz született; például mi a valószínűsége annak, hogy egy fehér és fekete golyókat tartalmazó dobozból fehér golyót húzunk. A figyelem hamar ehhez a kérdéskörhöz fordult; feltéve hogy egy vagy több golyót húztunk, mit tudunk mondani a dobozban lévő golyók színéről? Ezt nevezték az inverz valószínűség problémájának. Bayes megadta erre az Abraham de Moivre, a The Doctrines of Chances szerzője által feltett kérdésre a választ.

## Bayes és a bayesizmus
A bayesi valószínűség nevet adták a valószínűség számos interpretációjának, melyekben közös egyféle hit a valószínűségben, nem pedig a gyakoriságokban. Ez lehetővé teszi a valószínűség minden helyzetben való alkalmazását. A „bayesi”-t ebben az értelemben először 1950-ben használták. A számítástechnikában való fejlesztések lehetővé tették, hogy összepárosítsák a bayesi statisztikákat a véletlen sétás technikával. A Bayes-tétel használata számos tudományterületen elterjedt.
Maga Bayes nem fektette le a széles interpretációt, amit ma bayesinak hívunk. Nehéz Bayes valószínűségre vonatkozó filozófiai gondolataihoz hozzáférni, mivel az esszéjében nem tér ki részletes magyarázatra. Bayes így definiálja a valószínűséget:
"Egy esemény valószínűsége az arány aközött, hogy mi az elképzelés, attól függően, hogy az eseménynek milyen lehetséges kimenetelei lehetnek, valamint a várt dolog értéke között a megfigyelt következtetések alapján."